# 준야오 항공의 운항 노선
2017년 2월 기준, 준야오 항공은 다음과 같은 노선을 운항중이다.

## 운항 노선

### 아시아

#### 동아시아
- 대한민국
  - 제주 - 제주국제공항
- 중화인민공화국
  - 베이징시
    - 베이징 - 베이징 서우두 국제공항

  - 상하이시
    - 상하이 - 상하이 푸둥 국제공항 허브
    - 상하이 - 상하이 훙차오 국제공항 허브

  - 광둥성
    - 선전 - 선전 바오안 국제공항
    - 주하이 - 주하이 진완 공항

  - 광시 성
    - 구이린 - 구이린 량장 국제공항
    - 난닝 - 난닝 우수 국제공항
    - 베이하이 - 베이하이 푸청 공항

  - 구이저우성
    - 구이양 - 구이양 롱동바오 국제공항

  - 랴오닝성
    - 다롄 - 다롄 저우수이쯔 국제공항
    - 선양 - 선양 타오셴 국제공항

  - 산둥성
    - 칭다오 - 칭다오 류팅 국제공항

  - 산시성
    - 시안 - 시안 셴양 국제공항
    - 타이위안 - 타이위안 우수 국제공항
    - 베이하이 - 베이하이 푸청 공항

  - 쓰촨성
    - 청두 - 청두 솽류 국제공항

  - 윈난성
    - 쿤밍 - 쿤밍 창슈이 국제공항

  - 장쑤성
    - 난징 - 난징 루커우 국제공항

  - 장시성
    - 난창 - 난창 창베이 국제공항

  - 저장성
    - 원저우 - 원저우 룽완 국제공항

  - 지린성
    - 창즈 - 창즈 왕춘 공항

  - 충칭시
    - 충칭 - 충칭 장베이 국제공항

  - 톈진시
    - 톈진 - 톈진 빈하이 국제공항

  - 푸젠성
    - 샤먼 - 샤먼 가오치 국제공항
    - 푸저우 - 푸저우 창러 국제공항
    - 룽옌 - 룽옌 공항
    - 싼밍 - 싼밍 사현 공항

  - 하이난성
    - 싼야 - 싼야 펑황 국제공항

  - 허베이성
    - 스자좡 - 스자좡 정딩 국제공항

  - 헤이룽장성
    - 하얼빈 - 하얼빈 타이핑 국제공항

  - 후난성
    - 창사 - 창사 황화 국제공항

  - 후베이성
    - 우한 - 우한 톈허 국제공항

  - 내몽골 자치구
    - 후허하오터 - 후허하오터 바이타 국제공항
    - 바오터우 - 바오터우 공항
    - 하이라얼 - 하이라얼 동산 공항
- 마카오
  - 마카오 - 마카오 국제공항
- 홍콩
  - 홍콩 - 홍콩 첵랍콕 국제공항
- 일본
  - 도쿄 - 하네다 국제공항
  - 오사카 - 간사이 국제공항
  - 나고야 - 주부 센토레아 국제공항
  - 삿포로 - 신치토세 공항
  - 오비히로 - 오비히로 공항
  - 오키나와 - 나하 공항

#### 동남아시아
- 인도네시아
  - 덴파사르 - 응우라라이 국제공항
- 캄보디아
  - 시아누크빌 - 시아누크빌 국제공항[1]
- 태국
  - 방콕 - 수완나품 국제공항
  - 끄라비 - 끄라비 국제공항
  - 치앙마이 - 치앙마이 국제공항
  - 푸켓 - 푸켓 국제공항
- 필리핀
  - 세부 - 막탄 세부 국제공항

### 유럽

#### 동유럽
- 러시아
  - 블라디보스토크 - 블라디보스토크 국제공항

#### 남유럽
- 그리스
  - 아테네 - 아테네 국제공항 - (2020년 6월 23일 신규취항)
- 튀르키예
  - 이스탄불 - 이스탄불 공항 - (2020년 6월 24일 신규취항)

#### 북유럽
- 핀란드
  - 헬싱키 - 헬싱키 반타 국제공항